# Hankyū Dentetsu
Hankyū Dentetsu K.K. (japanisch 阪急電鉄株式会社 Hankyū dentetsu kabushiki-gaisha, englisch Hankyu Corp. oder auch Hankyu Railway Corp.) ist eine private Eisenbahngesellschaft in Japan, die mit einem eigenen normalspurigen Streckennetz die nördliche Kansai-Region mit Personennahverkehr und Regionalverkehr bedient.
Sie ist eine 100%ige Tochter der Hankyū Hanshin Holdings K.K. (阪急阪神ホールディングス株式会社) die wiederum gemeinsam mit H₂O Retailing K.K. und Tōhō K.K. unter der Hankyū Hanshin Tōhō Group (阪急阪神東宝グループ, Hankyū Hanshin Tōhō Gurūpu) subsumiert ist.

## Name
Der Unternehmensname leitet sich von Keihanshin Kyūkō (京阪神急行) ab. Das Wort Keihanshin (京阪神) bezeichnet dabei die Metropolregion, welche sich aus den Städten Kyōto (京都), Osaka (大阪) und Kōbe (神戸) bildet. Kyūkō (急行) bedeutet wörtlich übersetzt Expresszug. Der wichtigste Bahnhof des Streckennetzes liegt in Umeda, einem Stadtteil von Osaka, in welchem eine Vielzahl privater Eisenbahnstrecken zusammentreffen und Umstiege ermöglichen, zum Beispiel zum Streckennetz von Kintetsu.

## Streckennetz

Das Streckennetz von Hankyū

Das von der Gesellschaft betriebene Streckennetz in der Spurweite von 1435 mm (Normalspur) hat eine Länge von 138,4 Kilometern. Werktäglich werden 1,9 Millionen Passagiere befördert, wobei einige Streckenleistungen unentgeltlich erbracht werden. Die regulären Fahrpreise orientieren sich derzeit (Stand: 2009) nicht an der Art des Zuges, sondern an der Fahrtstrecke. Sie liegen im Bereich von 150 Yen (1. bis 4. Fahrtkilometer) bis 600 Yen (ab dem 71. Fahrtkilometer).

## Geschichte
Ein Vorläufer, die Minō Arima Denki Kidō K.K. (箕面有馬電気軌道株式会社), wurde am 19. Oktober 1907 von Kobayashi Ichizō (1873–1957) u. a. gegründet. Die ersten regulären Personenzüge fuhren am 10. März 1910 von Umeda nach Takarazuka und von Ishibashi (in Ikeda) nach Minō. Um die Nachfrage für seine Eisenbahnlinie zu erhöhen, organisierte er den Bau von Wohnvierteln entlang der Linie und den Bau eines großen Kaufhauses „Hankyū Hyakkaten“ (阪急百貨店) am Bahnhof in Osaka. Am 4. Februar 1918 erfolgte die Umfirmierung zum heutigen Namen. Im März 1989 hatte das Streckennetz eine Länge von 141 km.
Ab 1936 gehörte der Hanshin Kyūkō Dentetsu eine Baseball-Mannschaft in der japanischen Profiliga, die späteren Hankyū Braves in der Pacific League der Nachkriegszeit. Im Jahre 1988 wurden die Braves an den Finanzdienstleister ORIX übertragen, so dass sich das Unternehmen seitdem auf das Eisenbahn- und Immobilien-Geschäft konzentriert.